# Рюкю-хан

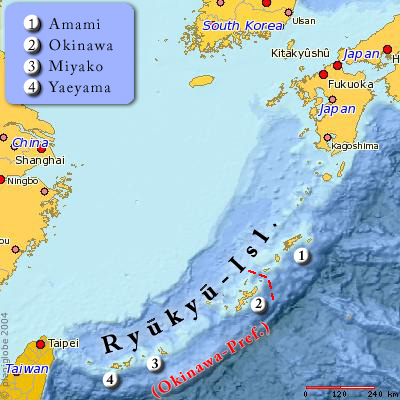
В состав Рюкю-хана входили южные острова Рюкю

Рюкю-хан (яп. 琉球藩,りゅうきゅうはん, МФА : [ɾ ʲ u ː k ʲ u ː haɴ]) — автономный удел в Японии на территории бывшего Рюкюского государства. Образован японским правительством времён реставрации Мэйдзи. Существовал в течение 1872—1879 годов — до момента окончательной аннексии Рюкю японцами.

## История

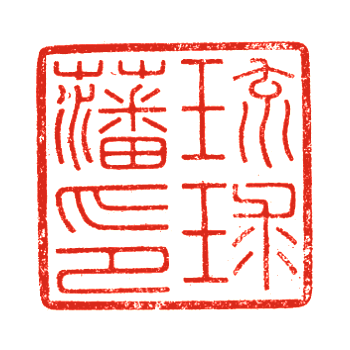
Официальная печать Рюкю-хана

В 1609 году японское вторжение на острова Рюкю изменило отношения островного государства и Японии. Ваны Рюкю вынуждены были признать себя вассалами и данниками даймё из клана Симадзу из Сацума-хана. Кроме того, монархи острова ещё с конца 14 века платили дань Китаю.
Образование Рюкю-хана было связано с желанием японского правительства заявить на международном уровне о принадлежности Рюкюского архипелага к Японии.
В 1871 году произошел так называемый «Тайваньский инцидент», в результате которого моряки рюкюского острова Мияко, терпящие бедствие, были убиты тайваньскими аборигенами. Рюкю в тот момент официально было вассалом Китая, однако в ответе на ноту японского правительства, требующую наказать убийц «японских подданных» (на деле Рюкю уже давно было зависимо от Японии) Китай ответил, что не несёт ответственности за происходящее на восточном берегу Тайваня. Для того чтобы засвидетельствовать, что все жители Рюкю является гражданами Японии, а само Рюкю находится в пределах Японской империи, 14 сентября 1872 года Рюкюское государство было переименовано Императорским рескриптом на автономный удел — Рюкю-хан. Бывший рюкюский ван Сё Тай становился удельным ваном и причислялся к числу японской титулованной аристократии (кадзоку), получив титул маркиза. В 1874 году Япония и Китай после попытки Японии совершить военную интервенцию на Тайвань подписали договор, согласно которому погибшие моряки именовались как просто «японские подданные», — этот прецедент означал, что Рюкю признана японской территорией.
В 1871 году японское правительство ликвидировало на территории Японии автономные ханы и на их месте основало префектуры, которые напрямую подчинялись центру. Однако Рюкю получило переходный статус хана, чтобы в будущем Япония могла осуществить окончательную аннексию Рюкюского архипелага. Титул удельного вана был избран по дипломатическим мотивам, чтобы не напугать Цинский Китай. В самом Рюкю местная аристократия была обеспокоена действиями Японии.
В 1875 году японское правительство назначил дипломата Митиюки Мацуду ответственным за аннексию Рюкю и начало переговоры по присоединению Рюкюского государства в Японии. В ответ рюкюская сторона принялась сопротивляться, затягивая переговорный процесс. Одновременно с этим Цинский Китай заявил свои права на Рюкю и ввёл экономические санкции в отношении Японии.
11 марта 1879 года Мацуда провозгласил от имени императора Японии ликвидации автономного удела Рюкю-хан и основание на его месте новой административной единицы — префектуры Окинава. Под давлением отрядов японской армии и полиции он принял сдачу ванского дворца в Сюри. Несмотря на смену названия Рюкю, была сохранена традиционная рюкюская система управления во главе с ваном. Последний стал главой префектуры, а его аристократы сформировали городской чиновничий аппарат. Вместе с ликвидацией Рюкю-хана перестало существовать Рюкюское государство.